# Magyar Érdemrend (1922–1945)
A Magyar Érdemkereszt (1935-től kezdődően Magyar Érdemrend néven) az Osztrák–Magyar Monarchia szétesését követően a régi hagyományokon alapuló, de az akkori magyar elismerési rendszer kiemelkedő kitüntetéscsaládja volt. 1922. június 14-én alapította Horthy Miklós kormányzó a következő fokozatokban:
- Nagykereszt,
- I. osztály,
- II. osztály a csillaggal,
- II. osztály,
- III. osztály,
- IV. osztály,
- V. osztály.

## Az elismerésről

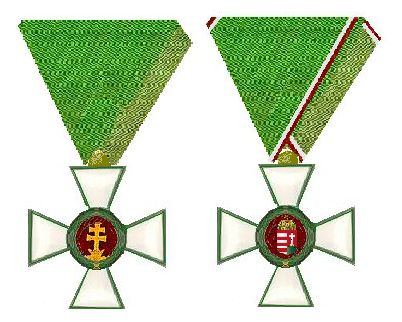
A Magyar Érdemrend lovagkeresztje és A Magyar Köztársasági Érdemrend lovagkeresztje

Az alapítást követően több alkalommal kiegészítették és módosították a kitüntetéseket. 1929-től rendszeresítették a kisdíszítményt. 1932-től egyidejűleg több fokozat is viselhetővé vált.
1935-ben megszüntették a Magyar Érdemkereszt V. osztályát, helyette bevezették a Magyar Arany Érdemkeresztet, a Magyar Ezüst Érdemkeresztet és a Magyar Bronz Érdemkeresztet. Ezzel egyidőben nevezték át Magyar Érdemrendre. Az egyes fokozatok elnevezése is változott. A II. osztály elnevezése középkeresztre, a III. osztály elnevezése tiszti keresztre és a IV. osztály elnevezése lovagkereszre módosult. 1939-ben a rendi lánc rendszeresítése mellett a kitüntetés hadi kitüntetésként való adományozását is lehetővé tették. Az eddigi nagykereszt fokozat elnevezése (és külalakja is) megváltozott. Ettől kezdve A Magyar Érdemrend Szent Koronával ékesített nagykeresztje lett, és az eddigi I. osztályt átnevezték nagykeresztre.
A kitüntetés a rendszerváltás óta adományozható Magyar Köztársasági Érdemrend (2011-től Magyar Érdemrend) elődjeként is felfogható és küllemében, valamint az adományozás módjában is hasonlóságot mutatnak.

## Alakja
Alakjukat tekintve a medáliák szélesedő talpú zöld szegélyű, fehér zománcozású keresztet formáznak, melynek előlapjának középpajzsán hármas halmon kettős kereszt látható. Hátoldalán a SI DEUS PRO NOBIS QUIS CONTRA NOS 1922 felirat található, utalva az alapítás idejére. A kitüntetés legmagasabb fokozatát szélein piros és fehér sávokkal határolt smaragdzöld szalagon hordták, az alacsonyabb fokozatokat smaragdzöld szalagon. Ha hadikitüntetésként került adományozásra, akkor zöld és fehér sávokkal határolt vörös szalagon viselték. A szalagsávot az adott kitüntetés szalagjának 40 mm széles darabja és az adott fokozatot jelző miniatűr kombinációja adja.

## Osztályai

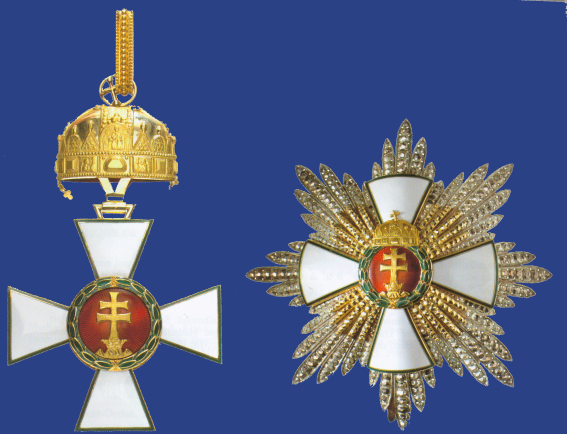
Magyar Érdemrend Szent Koronával ékesített nagykeresztje a csillaggal (1939-től)

- A Magyar Érdemrend Szent Koronával ékesített nagykeresztje
- A Magyar Érdemrend nagykeresztje
- A Magyar Érdemrend középkeresztje a csillaggal
- A Magyar Érdemrend középkeresztje
- A Magyar Érdemrend tisztikeresztje
- A Magyar Érdemrend lovagkeresztje
- A Magyar Érdemrend arany érdemkeresztje
- A Magyar Érdemrend ezüst érdemkeresztje
- A Magyar Érdemrend bronz érdemkeresztje